# Torneo de Palermo 2022
El Internazionali Femminili di Palermo 2022 es un torneo profesional de tenis jugado en canchas de arcilla. Es la vigésima octava edición del torneo y forma parte del WTA Tour 2022. Se lleva a cabo en Palermo (Italia) entre el 19 y el 25 de julio de 2022.

## Distribución de puntos
| Modalidad           | Campeona | Finalista | Semifinales | Cuartos de final | 2.ª ronda | 1.ª ronda | Clasificadas | 2.ª ronda de clasificación | 1.ª ronda de clasificación |
| Individual femenino | 280      | 180       | 110         | 60               | 30        | 1         | 18           | 12                         | 1                          |
| Dobles femenino     | 280      | 180       | 110         | 60               | 1         | -         | -            | -                          | -                          |

## Cabezas de serie

### Individuales femenino
| Tenista            | Ranking | Preclasificada |
| Martina Trevisan   | 26      | 1              |
| Yulia Putintseva   | 32      | 2              |
| Shuai Zhang        | 37      | 3              |
| Sara Sorribes      | 43      | 4              |
| Caroline Garcia    | 48      | 5              |
| Irina-Camelia Begu | 49      | 6              |
| Anna Bondár        | 53      | 7              |
| Nuria Párrizas     | 54      | 8              |

- Ranking del 11 de julio de 2022.

### Dobles femenino
| Tenista                           | Ranking | Preclasificada |
| Alexa Guarachi Asia Muhammad      | 67      | 1              |
| Anna Danilina Oksana Kalashnikova | 103     | 2              |
| Anna Bondár Kimberley Zimmermann  | 119     | 3              |
| Ingrid Neel Renata Voráčová       | 207     | 4              |

## Campeonas

### Individual femenino
Irina-Camelia Begu venció a  Lucia Bronzetti por 6-2, 6-2

### Dobles femenino
Anna Bondár /  Kimberley Zimmermann vencieron a  Amina Anshba  /  Panna Udvardy por 6-3, 6-2